# Jorge Salas Arenas
Jorge Luis Salas Arenas (Perú, 17 de febrero de 1956) es un abogado peruano, juez de la Corte Suprema de Justicia de la República. Fue presidente del Jurado Nacional de Elecciones (JNE) del 2020 al 2024.

## Biografía
Jorge Salas Arenas es licenciado en Derecho y máster en Derecho Civil por la Universidad Católica Santa María de Arequipa. Amplió su formación con un doctorado en Derecho Penal en la Universidad de Alcalá de España, completando su formación académica a finales de la década de 1990. Comenzó su carrera en el ámbito de la abogacía, incorporándose a la Comisión Episcopal de Acción Social (CEAS), una organización de derechos humanos afiliada a la Iglesia católica, donde se centró en la reforma judicial y el acceso a la justicia.
En 1996, pasó a la judicatura, convirtiéndose en juez de primera instancia en Arequipa. Durante los 15 años siguientes, ascendió en el escalafón, ganándose una reputación por sus resoluciones en casos civiles y penales complejos. En 2011, el entonces Consejo Nacional de la Magistratura (órgano de supervisión judicial) lo nombró miembro de la Corte Suprema de Perú. Ese mismo año, se desempeñó brevemente como presidente de la Corte Superior de Justicia de Arequipa.
Entre 2018 y 2019, Salas Arenas desempeñó una doble función de liderazgo: presidió la Sala Penal Especial de la Corte Suprema, que se ocupa de casos de corrupción y crimen organizado de alto perfil, y simultáneamente dirigió la Academia de la Magistratura, el instituto de formación judicial de Perú. En 2020, la Sala Plena de la Corte Suprema lo eligió presidente del Jurado Nacional de Elecciones (JNE), la autoridad electoral encargada de dirimir los conflictos electorales. Durante su mandato de cuatro años, gestionó recursos contenciosos durante las elecciones presidenciales de 2021 y modernizó los protocolos de transparencia del JNE.
Paralelamente, Salas Arenas se mantuvo activo en la educación jurídica. Impartió cursos sobre procedimiento penal y ética judicial en la Pontificia Universidad Católica del Perú (PUCP) de 2022 a 2023.

## Retos jurídicos y políticos

### Impedimento de salida del país de César Hinostroza
En 2018, mientras presidía la Sala Penal Especial, Salas Arenas confirmó la prohibición de viajar y prorrogó la detención preventiva de César Hinostroza, un juez implicado en el escándalo de corrupción «Los Cuellos Blancos del Puerto». Hinostroza solicitó la recusación de Salas Arenas, alegando parcialidad por «enemistad manifiesta», pero la petición fue desestimada por el tribunal por ser procesalmente extemporánea. Los analistas jurídicos señalaron que estos intentos de recusación son habituales en casos de gran repercusión y que la desestimación se ajustó a los protocolos judiciales habituales.

### Elecciones presidenciales del 2021
Tras las elecciones presidenciales de 2021, los partidarios del partido Fuerza Popular de Keiko Fujimori denunciaron irregularidades en el proceso de recuento de votos supervisado por el JNE. Salas Arenas rechazó las alegaciones, afirmando que el JNE siguió los procedimientos legales para resolver más de 300 apelaciones, un proceso validado por observadores internacionales de la Organización de los Estados Americanos (OEA) y las Naciones Unidas.Luis Arce Córdova, miembro del JNE y fiscal, dimitió, criticando a Salas Arenas por las demoras «formalistas», aunque Salas Arenas lo suspendió por extralimitarse en el procedimiento. El Departamento de Estado de los Estados Unidos confirmó que no había pruebas de fraude sistémico.

### Acusación mediática por «liberación de miembros de Sendero Luminoso»
En 2021, el programa de tendencia conservadora Beto a saber de Willax TV criticó a Salas Arenas y a otros jueces por un fallo de la Corte Suprema de 2015 que desestimó los cargos contra dos personas vinculadas a un asesinato de Sendero Luminoso en 1983, alegando la prescripción. Expertos legales, entre ellos el jurista Iván Sequeiros Vargas, explicaron que la decisión unánime se alineó con la jurisprudencia peruana, que impone límites temporales a los procesos. Salas Arenas reconoció haber defendido a acusados de terrorismo durante el conflicto armado interno, pero subrayó su adhesión a la presunción de inocencia.

### Presunta influencia en contratación de personal
En 2024, la Fiscalía del Perú abrió una investigación preliminar contra Salas Arenas por presuntas irregularidades en un proceso de contratación judicial. Salas Arenas renunció a su derecho a antejuicio. En marzo de 2025, no se habían presentado cargos formales y el caso seguía bajo examen.

## Obras
- Condena al absuelto: reformatio in peius cualitativa (2011)[21]
- Indemnidad sexual: tratamiento jurídico de las relaciones sexuales con menores de 14 a 18 años de edad (2013)[22]